# Мајкл Хотон (вирусолог)
Мајкл Хотон (енгл. Michael Houghton рођен 1949) је британски научник и добитник Нобелове награде. Заједно са Кви-Лим Чо-уом, Џорџом Куо-ом и Даниелом В. Брадлеи-јем, је открио хепатитис Ц 1989. године . Такође је 1986. суоткрио геном хепатитиса Д.  Откриће вируса хепатитиса Ц (ХЦВ) довело је до брзог развоја дијагностичких реагенса за откривање ХЦВ-а у залихама крви, што је смањило ризик од стицања ХЦВ-а трансфузијом крви са једног на три на око један од два милиона.   Процењује се да је испитивање антитела спречило најмање 40.000 нових инфекција годишње само у САД и многим другим земљама широм света. 
Хотон је тренутно запослен као професор  вирусологије на Универзитету у Алберти у Канади.  Добитник је Нобелове награде за физиологију или медицину за 2020. годину заједно са Харви Алтером  и  Чарлс Рајсом.  

## Детињство, младост и образовање
Рођен је у Уједињеном Краљевству 1949. године; био возач камиона и синдикални званичник.  У 17. години након читања о Лују Пастер-у, Хотон је  пожелео  да постане микробиолог.  
Хотон је добио стипендију за студије на Универзитету Источне Англије где је 1972. године дипломирао биолошке науке, а потом је докторирао из биохемије на Кингс колеџу у Лондону 1977.

## Каријера
Хотон се придружио енгл. G. D. Searle & Company пре него што је 1982. прешао у корпорацију енгл. Chiron. Хотон је заједно са колегама Кви-Лим Чо-уом, Џорџом Куо-ом и Даниелом В. Брадлеи-јем из Центра за контролу и превенцију болести први пут открио доказе о ХЦВ-у.  Ово истраживање је, међутим, оспорено на основу неуспеха у демонстрирању патогености - другим речима, да вирус који је идентификовао Хотон заправо узрокује хепатитис.   Хотоново  истраживање зависило је од рада његовог каснијег нобеловског супримаоца Харвија Алтера из 1978. године. Алтеров тим из НИХ извадио је крв из онога што је било познато као "Нон-А не-Б хепатитис" и убризгао га у пет шимпанза. После 14 недеља, шимпанзе су показале повишене вредности јетре на стандардним тестовима - могући докази за вирус (нарочито у Алтеровом експерименту недостајала је контролна група, што значи да није могла бити искључена реакција јетре на страни крвни серум) 
Хотон је био коаутор низа основних студија објављених 1989. и 1990. године које су идентификовале антитела на хепатитис Ц у крви, посебно међу пацијентима са већим ризиком од заразе болешћу, укључујући оне који су добили трансфузију крви.     Овај рад је 1990. године довео до развоја скрининг теста; широко распрострањени скрининг крви започет 1992. године развојем осетљивијег теста од тада је практично елиминисао загађење хепатитиса Ц донираним залихама крви у Канади.   У другим студијама објављеним током истог периода, Хотон и сарадници повезали су хепатитис Ц са раком јетре.   
2013. године, Хотонов тим са Универзитета у Алберти показао је да је вакцина изведена из једног соја хепатитиса Ц ефикасна против свих сојева вируса.  Од 2020. године  вакцина је у предклиничким испитивањима . 

## Награде
- 1992 - Спомен-награда Карла Ландстеинер-а [28]
- 1993 - награда Роберт Кох [29]
- 1994. - Награда Вилиам Беаумонт [30]
- 2000 - Ласкер награда [31]
- 2005. - Меморијална награда Дале А. Смит [32]
- 2009 - Хепдарт-ова награда за животно дело [33]
- 2013. - Постао је прва особа која је одбила међународну награду Гаирднер фондације од 100.000 долара изјавивши „Осетио сам да би било неправедно од мене да прихватим ову награду без укључивања двојице колега, др Кви-Лим Чо-а и др ЏорџаProf Michael Houghton (cropped).jpg Куо-а." [34] [35]
- 2019 - Почасни докторат наука Универзитета у Источној Англији [36]
- 2020. - Нобелова награда за физиологију или медицину [7]